# 雷霆便攜式防空導彈
雷霆便攜式防空導彈（波蘭語：PZR Grom，為系統全稱；PZR，全寫：Przeciwlotniczy Zestaw Rakietowy，意為：防空火箭推進武器系統；Grom，音译：「格羅姆」；以下簡稱為「雷霆」）是一款由波兰裝備技術軍事學院（WITU）、WAT技術軍事大學和斯卡日斯科火箭設計局所研製，武器製造商Mesko和斯卡日斯科-卡緬納兵工廠所生产的72毫米口徑便携式面對空导弹系統。它由所發射、飛行速度達650米／秒（2,132.55英尺／秒）的72毫米防空導彈、一次性發射器，以及可重複使用的握把、肩托和熱電池冷卻劑組裝電子單元所組成。
另請不要將它與南斯拉夫／塞爾維亞特許生產的Kh-23戰術空对面导弹（北約代號：AS-7「凱利」）所命名的格羅姆-A和格羅姆-B相互混淆。

## 研製歷史

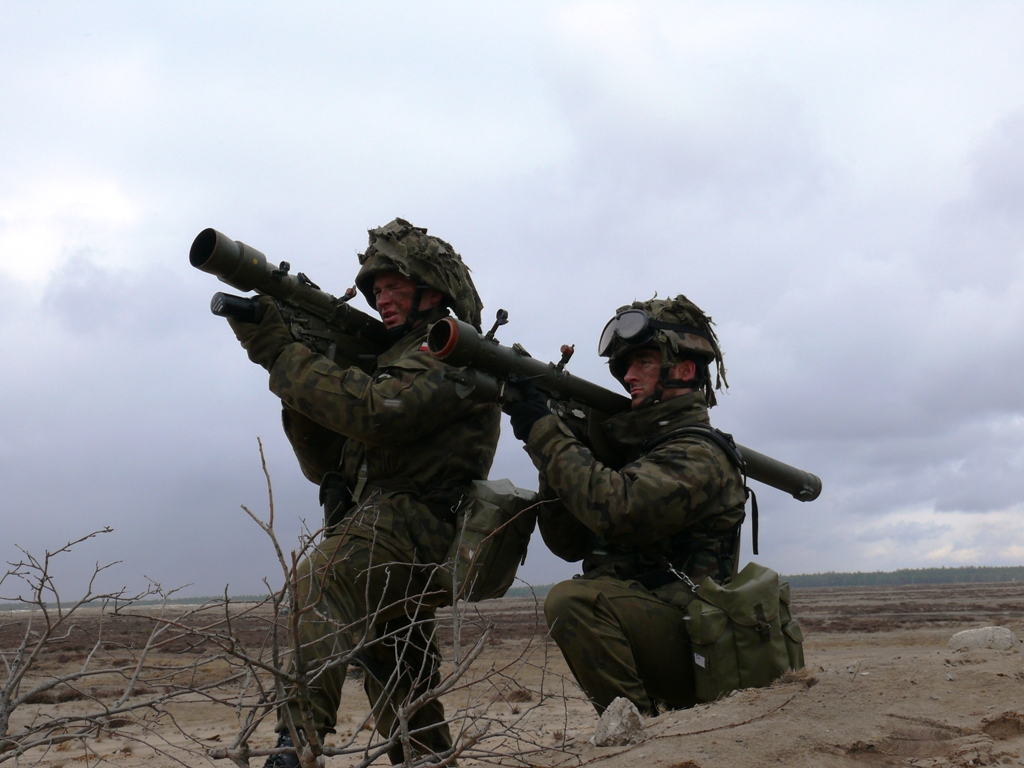
使用雷霆便攜式防空導彈士兵進行瞄準訓練的波蘭士兵。

起初至少從1970年代開始，Mesko金屬工廠在斯卡日斯科-卡緬納兵工廠大批量生產蘇聯特許生產的9K32M「箭-2M」（俄语：Стрела-2М，北約代號：SA-7B「聖杯」）便携式面對空导弹，並在波蘭被命名為「箭-2M」（波蘭語：Strzała-2M）。然而，當這些設計在1980年代後期變得過時之時，主要的設計師們已經進行準備工作，以生產在當時更現代化的蘇聯設計，即9K38「针」（俄语：Игла́，北約代號：SA-18「松雞」）。
然而於1990年，波蘭離開蘇聯陣營，9K38特許生產權亦被拒絕，因此當時的波蘭手中並無現代化便攜式防空导弹。正因如此，雖然合約中斷，波方後來決定繼續推動計劃，自己重新進行研究。
在1992年底開始，波蘭的工廠和設計局（其中包括設於傑隆卡的裝備技術軍事學院（WITU）、WAT技術軍事大學和斯卡日斯科火箭設計局），開始研製一種很像「针」式設計的新型便携式防空导弹。據稱這些歸功於得到波蘭情報部門所提供的協助，他們能夠在苏联解体以後的動盪期間，在列寧格勒（今圣彼得堡）的LOMO工廠當中購入原來的9K38「针」便攜式防空導彈系統的設計計劃。到了1995年，第一批（標記為GROM-1，可稱為「雷霆1式」）投入服役。作為過渡型號，它其實包含了一些進口的俄羅斯組件。但到了1990年代後期，兵工廠終於製成全波蘭製型號，過渡型號以上的俄羅斯組件完全地被由波蘭設計的元素所取代，從而得以進入大規模生產階段。
目前已經能完全自主生產的雷霆，正在進一步完善和在其他用途方面加以應用，走出自己的路線。它最近還提供對外出口。與此同時，還研發了一套控制測量站SKP-GROM、空中目標模擬器和一套訓練設備，對操作過程和培訓有著重要的支持。
2013年1月1日，Bumar Amunicja生產了第2,000枚雷霆。

## 設計
雷霆系統設計為僅需一名士兵操作。它由一次性管狀發射器與以內的單級發射體、起動機構和地面電源所組成。導彈由固體推進劑發動機驅動。红外线瞄準傳感器和目標追踪系統之中的光感測器藉由液态氮所冷卻。光學系統中所使用的濾光片可將適當的目標從自然和人為產生的干擾中加以分離。雷霆亦具有由Radwar生產的IKZ-02敵友識別系統、讓操作員可通過計算機終端和個人通信手段獲得空中情況數據的REGA防空分單元指揮系統以及在任何天氣條件下和夜間操作的热成像仪等選項配件。
它旨在用於瞄準及打擊低空飛行的直升機和飛機。因此，雷霆不但由步兵攜帶及使用，亦被波蘭設計為搭配其他地對空防禦系統使用，包括ZSU-23-4MP「白色」自行彈炮合一防空系統、ZUR-23-2KG「碘-G」牽引式弹炮合一防空系統和POPRAD（Żubr P）自行防空車輛。雷霆也可以用作艦艇防衛手段，比如安裝在現代化的ZU-23-2MR羅貝爾II型艦炮以上。雷霆的航空型號也可以裝上直升機和輕型飛機用作自衛武器。

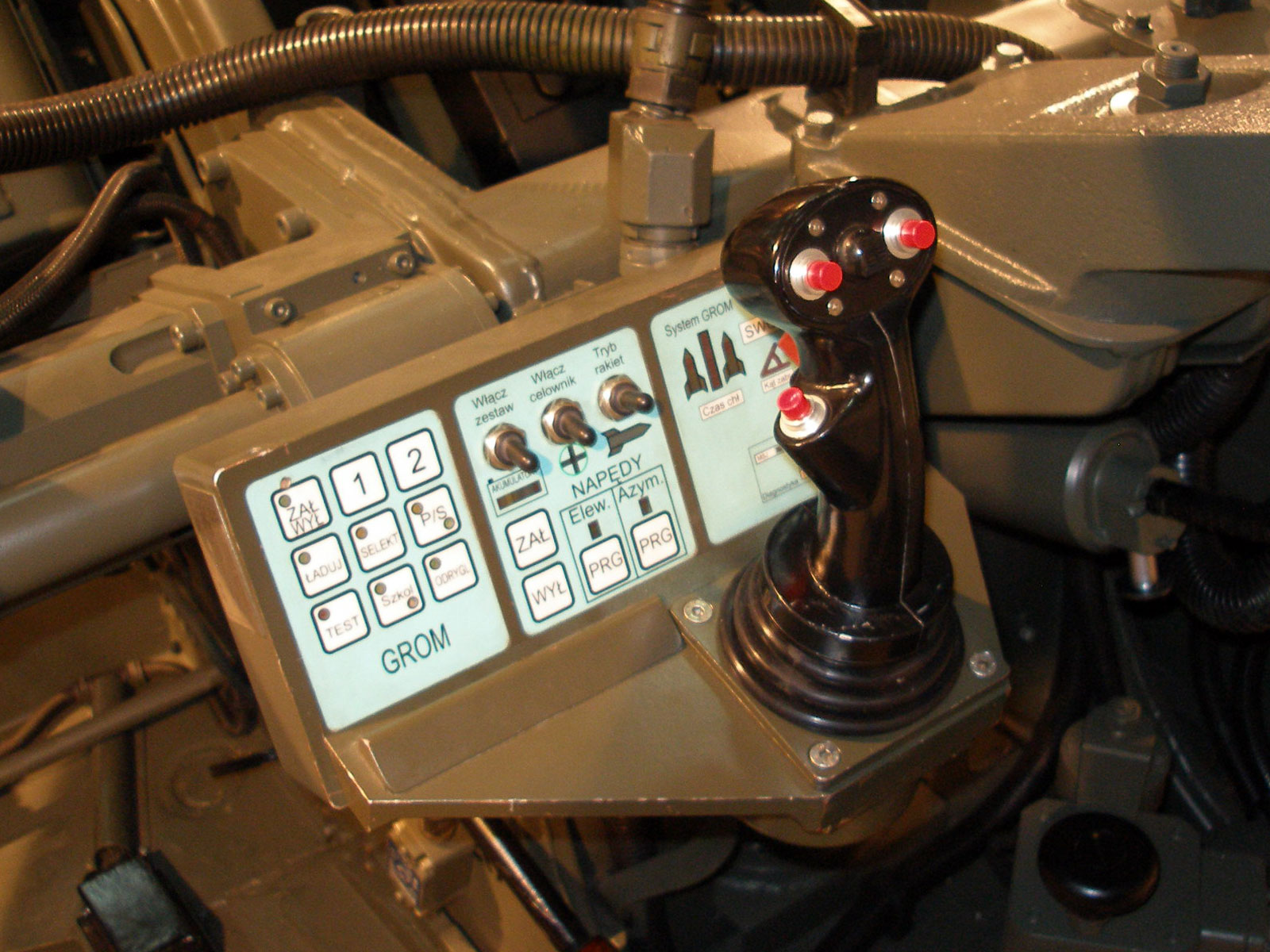
ZUR-23-2KG「碘-G」牽引式弹炮合一防空系統的控制面板，可見可配備兩具雷霆發射器。

## 操作歷史

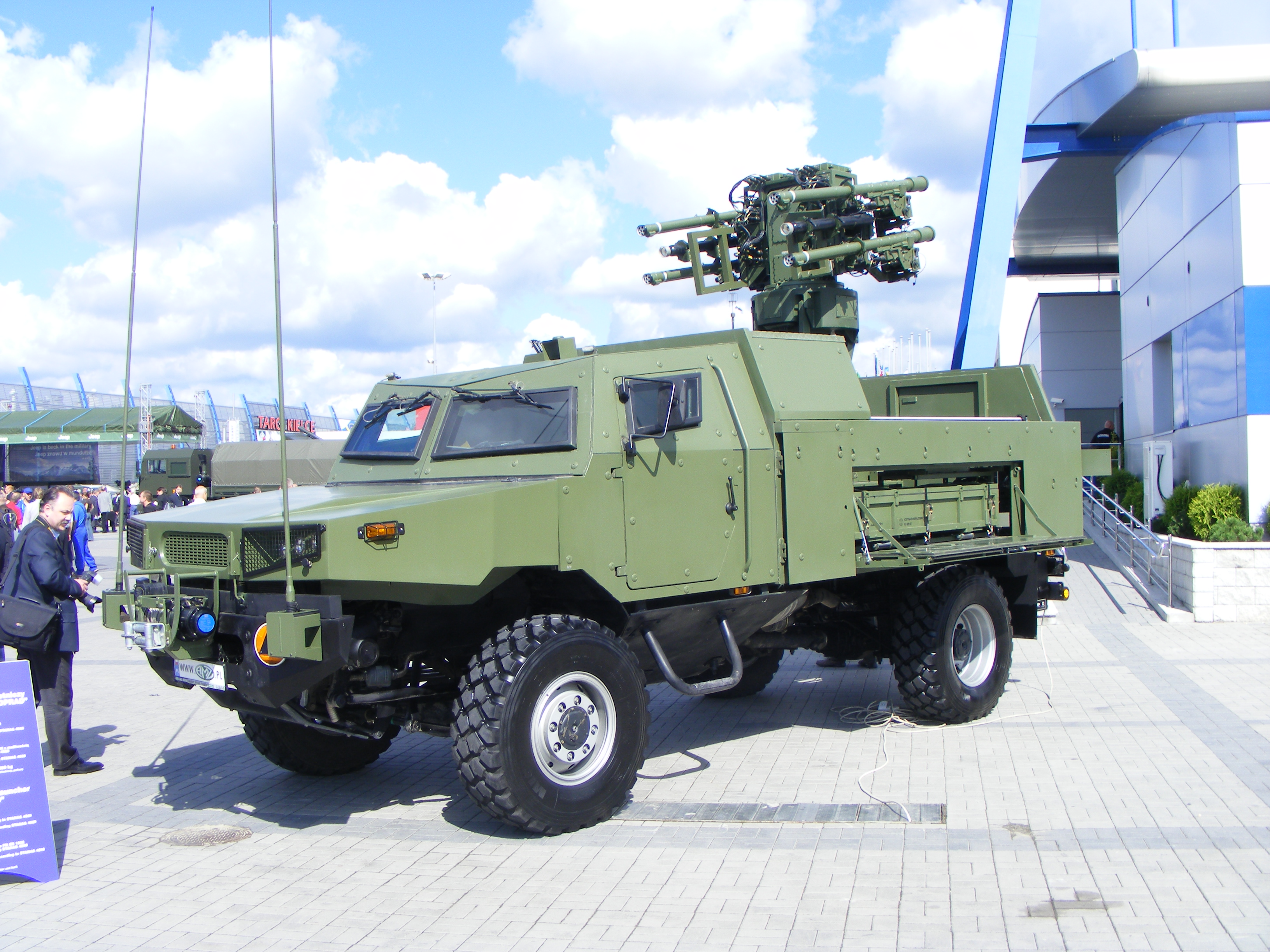
野牛步兵機動車輛（Żubr P）自行防空車輛，配備了四聯裝雷霆發射器。

自1995年以來，雷霆已被波蘭陸軍使用。雷霆也被出口到其他國家，包括在2007年格魯吉亞購入了其30具發射器和100枚導彈。據俄罗斯－格鲁吉亚战争期間的新聞報導，波蘭生產的雷霆攻擊俄羅斯的飛機和直升機多達20次，期間發射了12枚導彈，其中9枚命中目標，亦極有可能擊墜一架蘇-25「禿鼻烏鴉」（俄语：Грач，北約代號：蛙足）攻击机。
印度尼西亞陸軍購入了155枚雷霆，作為其Kobra V-SHORAD短程防空系統的一部分。
立陶宛計劃以€10,000,000購入大約25具發射器和數量不明的導彈。

## 政治相關性
2008年年底，俄羅斯媒體聲稱，俄羅斯軍方人員在車臣發現了波蘭雷霆。波蘭新聞界隨即作出反應，指責俄羅斯捏造證據，將波蘭與衝突聯繫起來，聲稱俄羅斯人將繳獲的雷霆從格魯吉亞運到車臣。

## 衍生型
- 雷霆-2：2000年開始量產。
- 閃電（Piorun）：自2006年以來，WAT技術軍事大學與Mesko和Bumar Amunicja等公司一起研發了雷霆的更先進型號，取名“閃電”（Piorun）。

## 使用國

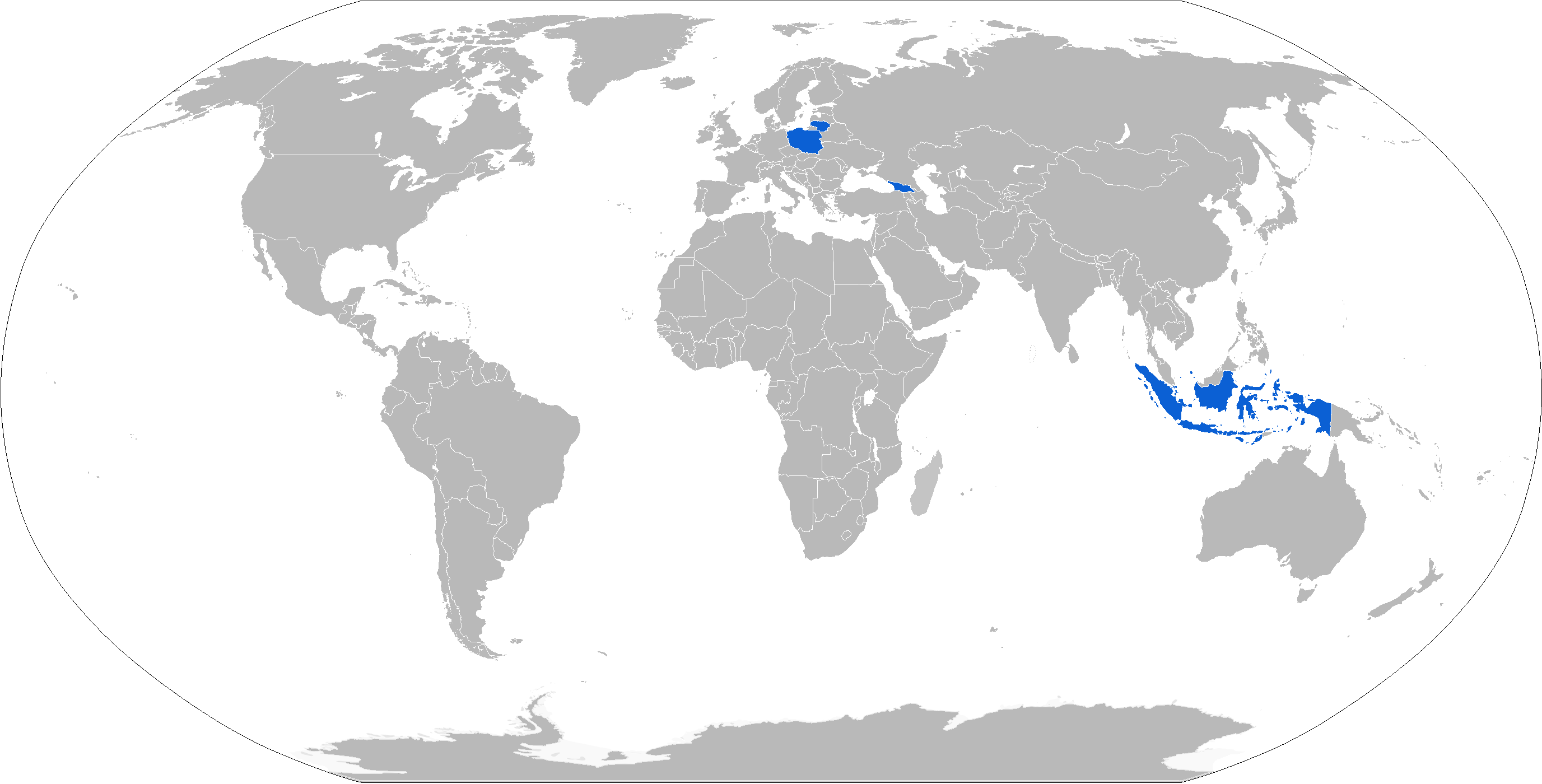
藍色為雷霆便攜式防空飛彈的使用國。

### 目前的使用國
- 顿涅茨克人民共和国：狀態不明。[9]
- ： 2007年，波蘭向格魯吉亞交付了30具發射器和100多枚導彈，並且用於2008年俄罗斯－格鲁吉亚战争。[10]其後2008年10月，波蘭外交部長西科爾斯基在接受“波蘭廣播電台”的採訪時證實，向格魯吉亞交付了發射器和導彈。
- 印度尼西亞：作為其Kobra V-SHORAD短程防空系統的一部分使用。
- 立陶宛：於2014年9月2日簽訂了一項從波蘭採購雷霆的合約，價值為€34,041,000，截至2014年12月22日，立陶宛國防部通知收到第一批雷霆。[11][12]
- 波蘭：共訂購約400具發射器和2,000枚雷霆型（Grom）導彈、400枚閃電型（Piorun）導彈，以及以後的420具發射器和1,300枚閃電型（Piorun）導彈。[13]

### 過去的使用國
- 車臣：2008年，在俄罗斯－格鲁吉亚战争期間，從格魯吉亞繳獲了2具帶有導彈（可能已被放棄）的雷霆發射器。[14]
- 南奥塞梯：2008年，在俄罗斯－格鲁吉亚战争期間，奧塞梯可能從格魯吉亞繳獲了多具雷霆發射器。[14]

### 僅作評估用途
- 日本：1具發射器和5枚導彈，在2010年購入用以測試。[12]
- 俄羅斯：2008年，在俄罗斯－格鲁吉亚战争期間，繳獲了數量不明的雷霆發射器。（其中一具發射器被發送至乌克兰的分離主義分子）[9]

## 資料來源
1. 1 2  jagor, PAP. . Gazeta Wyborcza. August 2009, (2009-08-10). （原始内容存档于2009-08-13） （波兰语）.
2. ↑  2,000th Grom missile set （页面存档备份，存于） - Armyrecognition.com, January 1, 2013
3. 1 2  Michał Majewski, Paweł Reszka. . Dziennik. August 2009, (2009-08-10)  [2017-12-21]. （原始内容存档于2009-09-18） （波兰语）.
4. ↑  .   [2012-06-22]. （原始内容存档于2016-03-04）.
5. ↑  .   [2017-12-21]. （原始内容存档于2012-10-11）.
6. ↑  .   [2017-12-21]. （原始内容存档于2014-07-07）.
7. ↑  .   [2014-03-27]. （原始内容存档于2014-03-28）.
8. ↑  .   [2017-12-21]. （原始内容存档于2009-09-13）.
9. 1 2  .   [2017-12-21]. （原始内容存档于2017-08-21）.
10. ↑  .   [2017-12-21]. （原始内容存档于2015-09-25）. 外部链接存在于|title= (帮助)
11. ↑    - . Delfi. 2014-09-03  [2014-09-03]. （原始内容存档于2017-08-21）.
12. 1 2  .   [2017-12-21]. （原始内容存档于2016-03-05）.
13. ↑  .   [2020-09-21]. （原始内容存档于2017-08-27）.
14. 1 2  .   [2017-12-21]. （原始内容存档于2017-09-24）.

## 外部連結
- （英文）—MESKO—Ammunition, Fuses, Primers and Missile Components—Producer site （页面存档备份，存于）
- （英文）—GROM MAn-Portable Air-Defense missile System MANPADS on armyrecognition.com （页面存档备份，存于）
- （俄文）—Переносной зенитный ракетный комплекс Grom («Гром») （页面存档备份，存于）